# Aja Kitó
Aja Kitó (木藤 亜也 Kitó Aja; 19. července 1962 Tojohaši – 23. května 1988) byla japonská spisovatelka a autorka deníku. Psala o svých osobních zkušenostech s životem se spinocerebelární ataxií (vzácné neurodegenerativní onemocnění), které později vydala v knize Iči ritoru no namida (japonsky 1リットルの涙, překlad: Jeden litr slz). Kniha byla přeložena do mnoha jazyků  a byl podle ní natočen také stejnojemnný film z roku 2004 a televizní seriál televize Fuji TV z roku 2005. Kitó ztvárnily Asae Óniši (film) a Erika Sawadžiri (seriál).